# Astíoco
Astíoco (en griego antiguo: Ἀστύοχος, Astýochos; Esparta, mitad del siglo V a. C.-después del 411 a. C.)  fue una navarco (almirante)  espartano.

## Biografía

### En el Helesponto
En la primavera del 412 a. C., (el año después de la victoria sobre los atenienses en Sicilia) Astíoco accedió al puesto de Calcideo con el mando de toda la flota. Calcideo, que sustituyó en el mando a Meláncridas, no era navarco.
Al final del verano, Astíoco zarpó de Céncreas con cuatro naves rumbo a Quíos.  Lesbos era el objetivo de la misión: poco después de su llegada había sido recuperada por los atenienses.
Astíoco estaba impaciente por tratar de reconquistarla, pero debido a la negativa de los habitantes de Quíos y del comandante espartano, Pedárito, tuvo que esperar, marchando, en lugar de tomar el mando general de Mileto.
Allí renovó el tratado con los persas y permanecido firme a pesar de las súplicas de Quíos que fue sitiada por los atenienses. Iba a ir a su rescate cuando, en pleno invierno, se le ordenó a una flota que venía de Esparta con comisarios que, teniendo en cuenta las quejas de Pedárito, fueron enviados para controlar su trabajo.

### Astíoco y Tisafernes
Antes de eso, parece que Astioco se había puesto al servicio de los intereses persas. Cuando llegó a Mileto, probablemente desde Esparta, había recibido órdenes para matar a Alcibíades;  lo encontró en la corte del sátrapa Tisafernes, pero no cumplió su misión. Recibió un mensaje secreto del general ateniense Frínico en el que le hacía saber que Alcibíades comprometía los intereses de los lacedemonios procurando a los atenienses la amistad de Tisafernes. Astíoco no tomó represalias contra Alcibíades. Se dirigió a Magnesia del Meandro para entrevistarse con él y con Tisafernes y les reveló el contenido del mensaje. Alcibíades envió una carta a los comandantes atenienses el ejército de Samos, comunicándoles lo que había hecho Frínico y solicitándoles que lo condenaran a muerte. Frínico, por su parte, envió un mensaje a Astíoco reprochándole que no hubiese guardado el secreto y le ofreció la posibilidad de destruir todo el ejército ateniense de Samos, explicándole cómo. Astícoco denunció también esto a Alcibíades
Desde aquel momento, vistos los deseos de Tisafernes, Astíoco se esforzó especialmente por mantener las tropas inactivas. Probablemente, incluso después de unirse a la nueva flota espartana, no participó en la batalla en que, estando varadas las naves peloponesias en Rodas, los atenienses aprovecharon para desembarcar y vencer a los rodios. Por otra parte, aunque, ciertamente no fue culpa suya haber desperdiciado varias buenas oportunidades, causó litigios entre los atenienses en 411 a. C., después de su regreso a Mileto.

### Últimos hechos
El descontento de las tropas de Astíoco, especialmente las siracusanas, fue suficiente para causar una revuelta, que puso en peligro su vida: Poco después, de hecho, fue sustituido por Míndaro, y regresó a Esparta después de haber estado al mando de la flota del Helesponto durante ocho meses.
En Esparta testificó a favor de las acusaciones promovidas contra Tisafernes por el siracusano Hermócrates.
A partir del 411 a. C. no se tienen más noticias de Astíoco.